# 一方通行

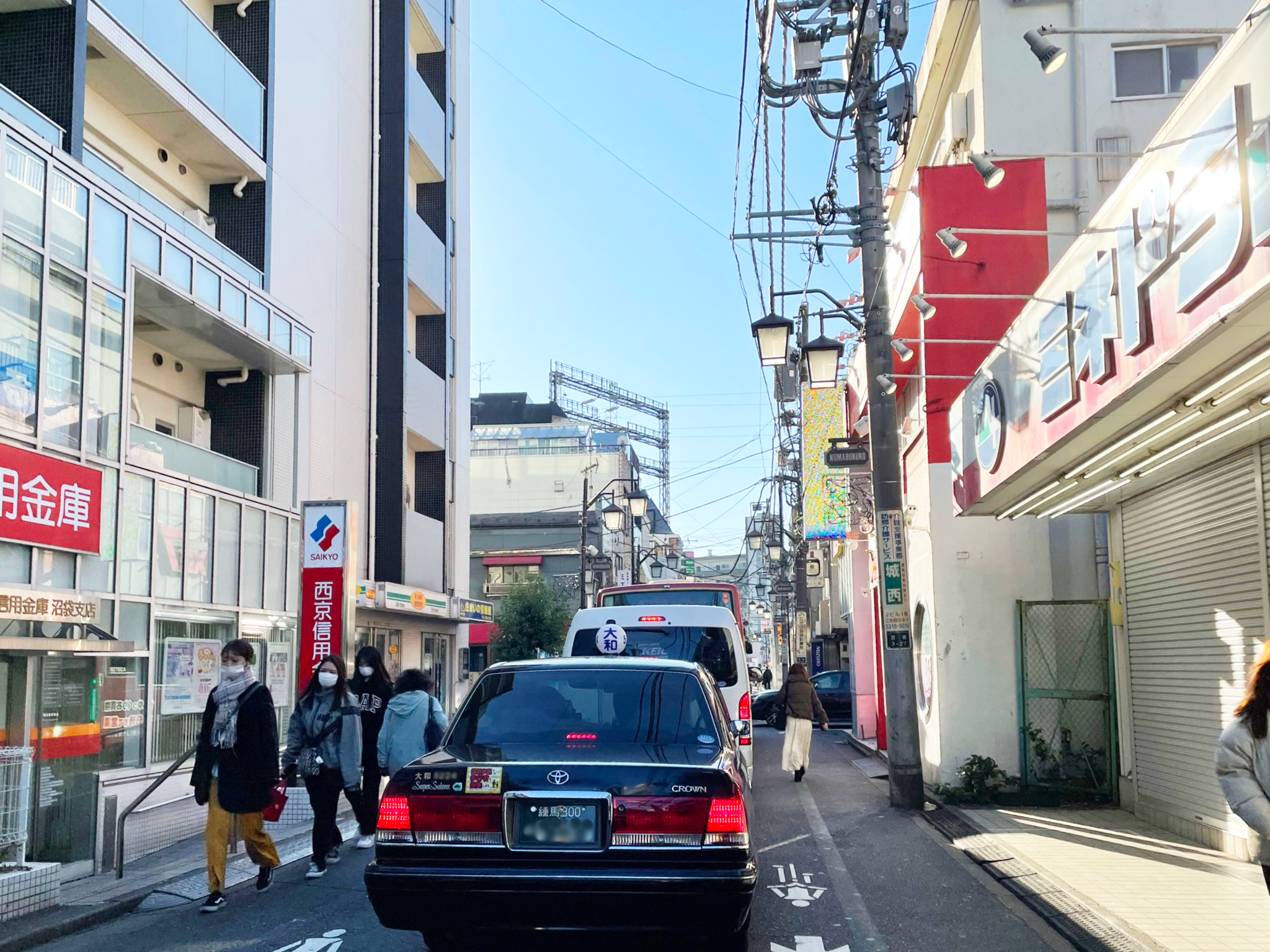
一方通行の道路の例。写真のこの道路は、自動車は一方通行だが、歩行者や自転車は対面通行が認められている。沼袋駅前通り(東京都中野区)

一方通行（いっぽうつうこう）とは、交通規制により車両などの進行を一つの方向に限定している状態、およびそれが実施されている道路。また、それにより進入禁止になる側のみを「一方通行」と呼ぶ場合も有る。

## 日本における一方通行

### 目的
日本の警察庁が一方通行規制を実施する目的は
としている。
また、実施する場所は以下のように示している。
生活道路や狭隘道路、ランプウェイにおいて交通安全を確保するために一方通行規制が設けられる。
また、この規制を都市交通に導入することへの長所として、廣川（1966）は以下のように挙げている。
- 平均速度が上昇する。
- 交通容量が増大する。
- 駐車規制が不要となる。
- 事故件数が減少する。
- 経路選択の転換によって、交通事情が改善する。
- 公共交通機関の輸送環境が改善される。
- 沿道の商業利益が増大する。

このようにして、一方通行の規制は都市交通における交通容量を増大による渋滞を解消させ、都市交通を活性化させる効果がある。

### 運用

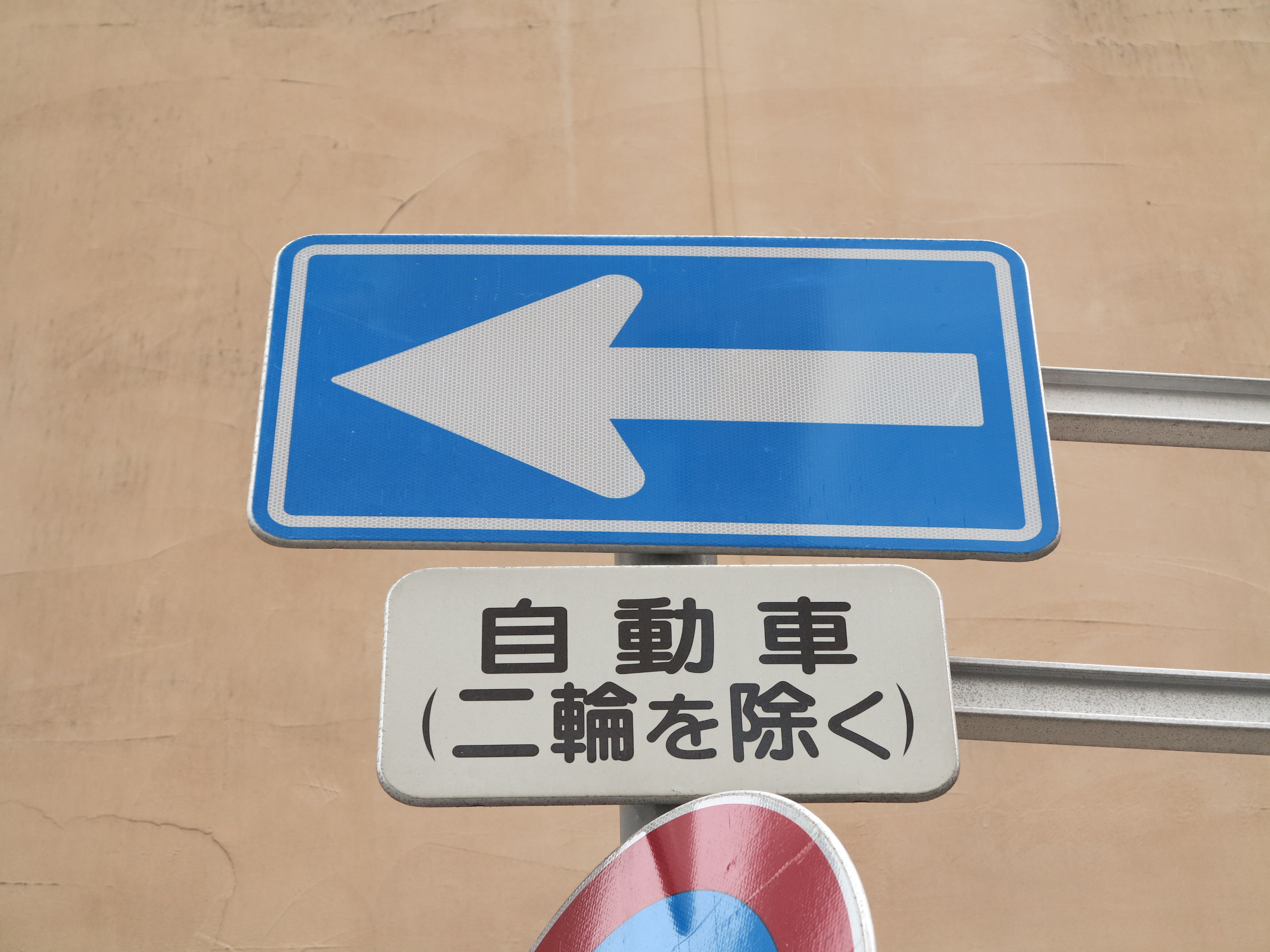
補助標識「車両の種類」（503-A）により二輪を除外（香川県高松市）

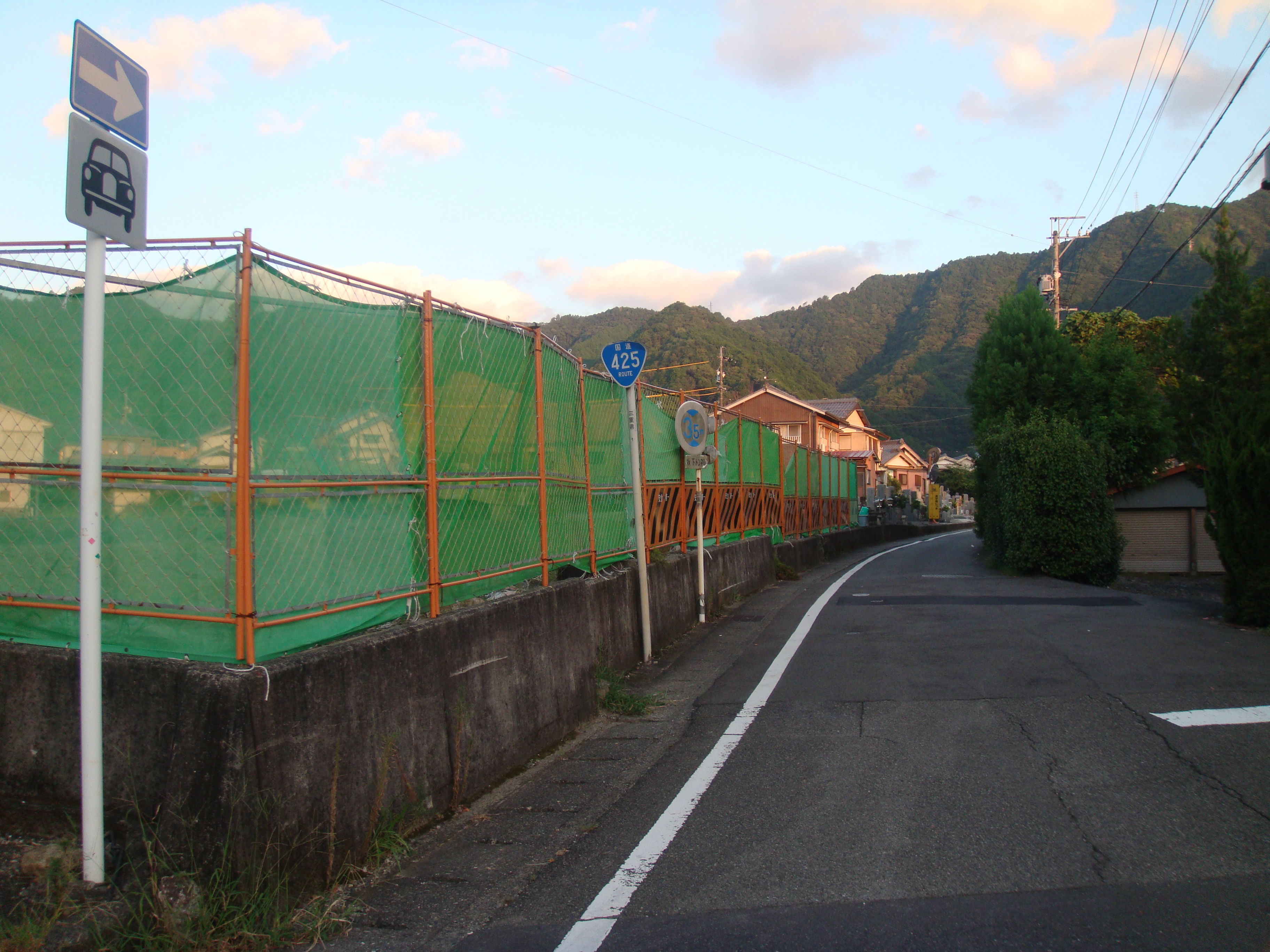
補助標識「車両の種類」（503-B）により二輪の自動車以外の自動車に限定（三重県尾鷲市）

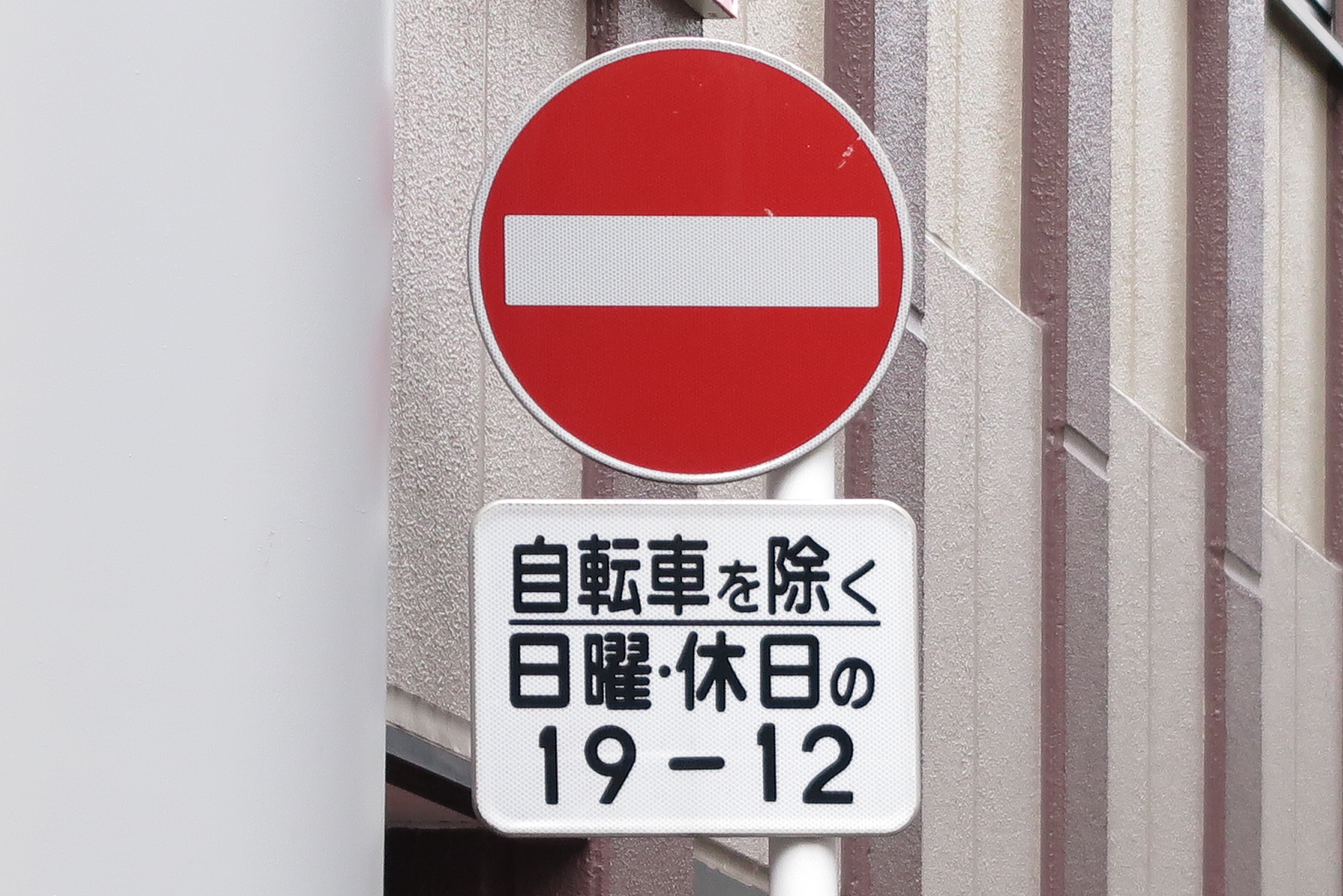
補助標識「日・時間」（502）により日時を指定（東京都新宿区）

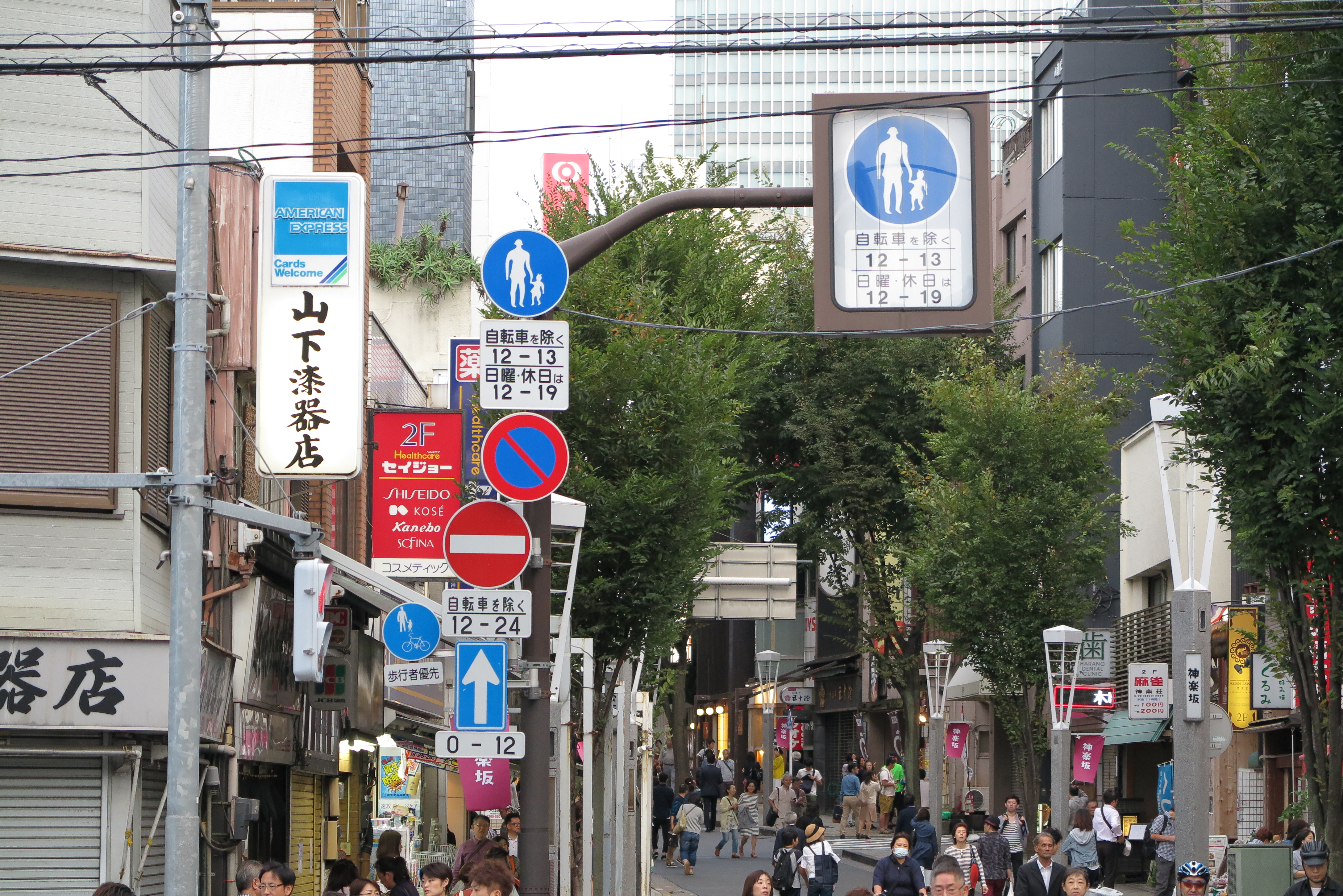
逆転式一方通行の実施例（東京都新宿区）
「一方通行」「車両進入禁止」「歩行者専用道路」の標識を同時に設置し、補助標識で時間別の規制内容を指定することにより一方通行の方向を変化させている。

前述の通り、一方通行規制を実施する区間には「一方通行」（326-A・B）と「車両進入禁止」（303）の道路標識が対になって用いられる。いずれもその効果は歩行者以外の全ての車両（路面電車や自転車も含む）・時間帯に及ぶが、補助標識を併用して実施区間の実情に合わせた規制を行う。
単に「一方通行」と言った場合、「進入禁止」を意味し、逆走になるから通行できないと言う意味合いも有るため、順走出来る状態で一方通行と表現すると混乱する場合がある。

#### 車両による違い
一部の車両について、一方通行の対象外とすることがあり、補助標識で「自動車・原付」・「自転車を除く」・「軽車両を除く」・「自動車（二輪を除く）」などと指定される。この場合、規制対象外となっている車両が反対側から走行してくる可能性があるので、注意が必要となる。

#### 時間帯による違い
繁華街や商店街の中を通る細い道には午前と午後で進行できる方向を逆転させる「逆転式一方通行」とする場合がある。日本における例としては、早稲田通りの内、東京都千代田区富士見（九段中等学校前交差点）から新宿区矢来町（牛込中央通りとの交点）までの区間について、12時を境に午前は東行き、午後は西行き（ただし12時から13時の間は歩行者専用道路）とする規制を実施している。
この他、東京都杉並区荻窪三丁目（すぎなみ詩歌館付近）、東京都足立区千住仲町の東京藝大前交差点 - 千住仲町公園前交差点付近（ミリオン通り）と東京都足立区千住一丁目（足立公共職業安定所裏）、岡山市北区の南方2丁目交差点 - 国体町交差点（12時を境に午前は東行き、午後は西行き）などにおいても実施されている。
また、住宅街や学校のそばを経由して主要道路と並行して走り、別の主要道路と交差する道（いわゆる抜け道になるような道）を指定された時間帯のみ一方通行にし、それ以外の時間帯は両方向に走ることのできる一方通行道路もある（神奈川県相模原市市営斎場前交差点～鵜野森旧道交差点など）。

#### 自転車一方通行
歩道・自転車道において自転車の一方通行の規制をする場合には、矢印に自転車のマークの「自転車一方通行」（326の2-A・B）の道路標識を設置して一方通行の方向を指定して交通規制を行う（後述）。

#### 危険運転致死傷罪の適用
自動車運転死傷行為処罰法（平成25年11月27日法律第86号）の施行により、自動車・原動機付自転車を運転し、一方通行の規制に故意に違反して交通事故を起こし人を死傷させた者は、危険運転致死傷罪（通行禁止道路運転）として、最長で20年以下の懲役（加重により最長30年以下）に処され、また運転免許は基礎点数45 - 62点により免許取消・欠格期間5～8年の行政処分を受けることとなっている。

## 欧米における一方通行

### イギリス
ロンドン市内中心部では指定区域内を指定時間内に運行する自動車に対し課金する混雑課金制度が導入されているが、その迂回交通が住宅地等に悪影響を与えないよう住宅地への進入路に一方通行が設定されている。

### ドイツ
ドイツでも一方通行路において自転車を除くなど付加表示板による車両による指定が行われている。自転車利用のため、交通量が少ない一方通行路で最高速度が30km/h以下の区間では付加表示板で自転車が反対方向に走行することが認められている。

### アメリカ
アメリカでは広域避難時には高速道路を全面的に一方通行にするcontraflowと呼ばれる手法がある。ハリケーン・カトリーナの接近時には事前広域避難として高速道路の全面的一方通行が実施された。高速道路には途中にある都市のインターチェンジから流入する自動車もあるが、事前広域避難を円滑に行うには通常のレーンと本来反対方向のレーンの交通量のバランスを要するため、そのためアメリカの高速道路には高速道路の上下のレーンの間に渡り線が設置されている。

## 道路標識
一方交通の道路標識は各国で異なっている。
一方通行

アメリカ合衆国 ONE WAYは一方通行のこと
南アフリカ、 ボツワナ、 エスワティニ、 ナミビア、 レソト、 タンザニア
オーストラリア
ロシア
ロシア 一方通行の終点
スウェーデン
ドイツ Einbahnstraßeは一方通行道路のこと
韓国 「일방통행」は一方通行のこと

車両進入禁止
いずれも一方通行出口の逆走側に設置される。

国際連合様式1 日本、イギリス、ドイツなどで採用
アメリカ合衆国
アメリカ合衆国 逆走
スウェーデン
国連様式2 チリ、スリランカなどで採用

日本において一方通行の規制をする場合には、「一方通行」（326-A・B）と「車両進入禁止」（303）の道路標識が対になって用いられ、前者の標識を設置して一方通行の方向を指定し、交差点等の一方通行の出口付近では後者の標識を設置するのが通常である。
また、歩道・自転車道において自転車の一方通行の規制をする場合には、矢印に自転車のマークの「自転車一方通行」（326の2-A・B）の道路標識を設置して一方通行の方向を指定し、交差点等の一方通行の出口付近では「車両進入禁止」（303）の標識（補助標識で「この歩道」・「この自転車道」などと指定する）を設置するのが通常である。

「一方通行（326-A）」
「一方通行（326-B）」
「車両進入禁止（303）」
「自転車一方通行（326の2-A）」
「自転車一方通行（326の2-B）」

## 道路交通以外

### 鉄道
単線環状鉄道を、列車を片方にしか進めない一方通行で運用することがある。
- 舞浜リゾートラインディズニーリゾートライン - 全区間が反時計回りの一方通行循環となっている。
- 山万ユーカリが丘線 - 公園駅より先の区間が反時計回りの一方通行循環となっている。
- 神戸新交通ポートアイランド線 - 市民広場 → 北埠頭 → 中公園間が矢印方向の一方通行となっている。
- ソウル交通公社6号線 - 鷹岩駅より先の区間が反時計回りの一方通行循環（鷹岩ループ）となっている。

### 船舶
港湾やその付近の水域において、船舶の衝突防止のため、水路に一方通行が設定されることがある。

### 歩行者
展示会、展覧会などで見学する歩行者に対して一定の順序で展示物を巡回するように、通路に一方通行が設定されることがある。

## 転用
一方通行は、意思伝達が一方的で相手に伝わっていないことや、その状態にある人間関係も指す。